# Sant'Angelo della Polvere
Sant'Angelo della Polvere (auparavant nommée Sant'Angelo di Concordia puis modifié en Sant'Angelo di Contorta, Sant'Angelo di Caotorta) est une île de la lagune de Venise située dans la canal de Contorta, à petite distance de Giudecca et de l'île de San Giorgio in Alga.

## Histoire
Siège dès 1060 d'une église et d'un monastère qui abrita les Bénédictins et les Carmélites de la congrégation de Mantoue, Brescia et les moines de San Michele Arcangelo (contraints en 1474 à quitter le monastère de la Croix à Giudecca à cause de la corruption de leurs costumes), l'île tire son nom de 1555 lorsque le Sénateur de la Sérénissime décida de  quitter l'île à cause de l'insalubrité de son air et décide d'y faire construire une poudrerie.
Le 20 août 1689, un éclair s'abattit sur l'île, faisant ainsi exploser les munitions présentes sur l'île. Depuis lors et jusqu'à la Seconde Guerre mondiale, l'île fut uniquement utilisée à des fins militaires. Elle est actuellement abandonnée mais un débat est en cours pour récupérer l'île et en restaurer le fonctionnement.

## Sources
- (it) Cet article est partiellement ou en totalité issu de l’article de Wikipédia en italien intitulé « Sant'Angelo della Polvere » (voir la liste des auteurs).